# Авиньон (округ)
Авиньо́н (фр. Avignon) — округ (фр. Arrondissement) во Франции, один из округов в регионе Прованс-Альпы-Лазурный берег. Департамент округа — Воклюз. Супрефектура — Авиньон.
Население округа на 2006 год составляло 288 611 человек. Плотность населения составляет 312 чел./км². Площадь округа составляет 924 км².